# Mes
Un mes (del latín mensis) es cada uno de los doce períodos de tiempo, de entre 28 y 31 días, en los que se divide el año. 
La duración fue establecida de forma en que se intercalaran los meses de 30 y 31 días, con la excepción de febrero, que conservó su duración original de 28 días por motivos religiosos (véase año bisiesto) y de agosto que seguido de julio tienen 31 días sin intercalarse.
También se puede decir que un mes se trata de una unidad de tiempo, utilizada con calendarios, que prácticamente tiene la misma duración que un período orbital natural de la Luna (en inglés, las palabras month, mes, y moon, luna, son cognados). El concepto tradicional surgió con el ciclo de  fases lunares; tales  meses lunares ("lunaciones") son meses sinódicos y duran aproximadamente 29.53 días. A partir de los  palos de conteo encontrados en excavaciones, los investigadores han deducido que ya en el Paleolítico se contaban los días en función de las fases de la Luna. Los meses sinódicos, basados en el período orbital de la Luna con respecto a la línea Tierra-Sol, siguen siendo la base de muchos calendarios actuales y se utilizan para dividir el año.

## Los meses en los calendarios juliano y gregoriano
El calendario gregoriano, como el calendario juliano antes que él, tiene doce meses: 
| Número | Mes        | Duración     |
| ------ | ---------- | ------------ |
| 1      | Enero      | 31 días      |
| 2      | Febrero    | 28 o 29 días |
| 3      | Marzo      | 31 días      |
| 4      | Abril      | 30 días      |
| 5      | Mayo       | 31 días      |
| 6      | Junio      | 30 días      |
| 7      | Julio      | 31 días      |
| 8      | Agosto     | 31 días      |
| 9      | Septiembre | 30 días      |
| 10     | Octubre    | 31 días      |
| 11     | Noviembre  | 30 días      |
| 12     | Diciembre  | 31 días      |

Un código mnemotécnico para recordar la duración de los meses, es sostener los dos puños juntos con el nudillo del índice de la mano izquierda al lado del nudillo del índice de la mano derecha. Cada nudillo representa un mes de 31 días, un espacio entre nudillos representa un mes corto y enero es el nudillo pequeño de la mano izquierda. O bien con el refrán castellano, que existe también en otras lenguas y parece de origen renacentista: «Treinta días trae noviembre con abril, junio y septiembre, de veintiocho sólo hay uno y los demás de treinta y uno». 

## Origen
Los meses del calendario gregoriano y juliano provienen del calendario romano. Los nombres de los primeros seis están relacionados con su mitología y los últimos con su número de orden original (que comenzaba en marzo). El calendario romano primitivo, según la tradición recogida por Tito Livio Livio y Plutarco, era de 10 meses, a los cuales el rey Numa Pompilio (¿716 a. C.-674 a. C.?) agregó dos más. En tiempos de Julio César se realizaron otras modificaciones: se cambió el mes en el cual comenzaba el año, en adelante será enero, pero no para todos los casos, solo para el inicio del período cónsul romano consular, y un mes tomará el nombre de julio en homenaje al propulsor del cambio; su heredero y sucesor, César Augusto dará nombre al mes siguiente; agosto.
El famoso mnemotécnico Treinta días tiene septiembre es una forma común de enseñar la duración de los meses en el mundo de habla inglesa. Los nudillos de los cuatro dedos de la mano y los espacios entre ellos se pueden usar para recordar la duración de los meses. Al cerrar el puño, cada mes se enumerará a medida que avanza en la mano. Todos los meses que llegan en un nudillo tienen una duración de 31 días y los que llegan entre ellos 30 días, siendo la variable febrero la excepción recordada. Cuando llegue al nudillo del dedo índice (julio), pase al primer nudillo del otro puño, sosténgalo al lado del primero (o regrese al primer nudillo) y continúe con agosto. Este mnemotécnico físico se ha enseñado a los estudiantes de primaria durante muchas décadas, si no siglos.
Este patrón cíclico de la duración de los meses coincide con la alternancia del teclado musical de teclas blancas anchas (31 días) y teclas negras estrechas (30 días). La nota fa corresponde a enero, la nota fa sostenido corresponde a febrero, el mes excepcional de 28–29 días, y así sucesivamente.

## El mes en astronomía
El  mes  es una unidad astronómica de tiempo, usada en el calendario como el período que tarda la Luna en dar una vuelta alrededor de la Tierra. Sin embargo, el movimiento de la Luna en su órbita es muy complicado y su período no es constante. Es más, en muchas culturas (como sucede en el calendario hebreo y el calendario musulmán) el principio del mes coincide con la primera aparición del creciente lunar Luna nueva después del ocaso encima del horizonte occidental. La fecha y tiempo de esta observación real dependen de la longitud geográfica exacta, así como de la latitud, las condiciones atmosféricas, el cuidado visual de los observadores, etc. Por consiguiente, no es posible predecir con precisión el principio y la duración de los meses en estos calendarios. La mayoría de los judíos sigue un calendario precalculado.

### Mes sinódico
El concepto tradicional surge
con el ciclo de fase de la luna. El mes sinódico o lunación es el período que transcurre entre dos mismas fases consecutivas de la Luna, siendo su duración clásica de 25 días. La causa de las fases de la Luna es que vemos la parte de la Luna que se ilumina por el Sol y ello depende de su posición relativa respecto al Sol (vista desde la Tierra). Ya que la Tierra gira alrededor del Sol, la Luna tarda un tiempo extra (después de completar un mes sideral) en volver a la misma posición con respecto al Sol. Este periodo más largo se llama sinódico. Debido a las perturbaciones de las órbitas de la Tierra y Luna, el tiempo real entre lunaciones puede variar entre 29.27 y 29.83 días, aproximadamente.
Los hallazgos arqueológicos demuestran que ya en el Paleolítico se contaba el tiempo usando las fases de la Luna. Asimismo, el mes sinódico es todavía la base de muchos calendarios.

### Mes sideral
El período real de la órbita de la Luna tomando como referencia las estrellas fijas se llama  mes sideral, porque es el tiempo que toma la Luna para volver a la misma posición hacia las estrellas fijas en la esfera celeste. Vale aproximadamente 27 1/3 días por término medio. Este tipo de mes ha aparecido entre las culturas en el Medio Este, India y China de la manera siguiente: dividieron el cielo en 28 partes, caracterizando una constelación, durante cada día del mes de forma que se sigue la huella que la Luna deja entre las estrellas.
Mientras que en el islam ortodoxo y los judíos caraítas todavía se basan en observaciones reales de la Luna, la confianza en cálculos astronómicos y métodos tabulares es cada vez más común en la práctica.

### Mes trópico
Es costumbre especificar posiciones de cuerpos celestiales con respecto al equinoccio vernal. Debido a la precesión de los equinoccios, este punto retrograda sobre la eclíptica. Por consiguiente, la Luna tarda menos tiempo para volver al equinoccio que al mismo punto entre las estrellas fijas. Así el mes trópico es ligeramente más corto que el mes sideral.

### Mes anomalístico
Es el tiempo medio que tarda la Luna en pasar de un perigeo (el punto de la órbita lunar en que esta más cerca de la Tierra) al siguiente. Un mes anomalístico tiene una duración media de 27.55455 días.

### Mes draconítico
La órbita de la Luna se encuentra en un plano inclinado con respecto al del plano de la eclíptica: teniendo así una inclinación de aproximadamente cinco grados. La línea de intersección de este plano con la eclíptica definirá los dos puntos dentro de la esfera celestial: los nodos ascendente y nodo descendente. Estos nodos no son fijos, sino que giran retrogradando y dando una vuelta completa en aproximadamente 18.6 años. El tiempo que tarda la Luna para volver al mismo nodo es de nuevo más corto que un mes sideral (ya que los nodos van a su encuentro): esto se llama el mes draconítico, y tiene una duración media de aproximadamente 27 1/5 días. Es importante para predecir los eclipses: estos tienen lugar cuando el Sol, Tierra y Luna están en una línea. Ahora (como visto de la Tierra) el Sol sigue la eclíptica, mientras la Luna sigue su propia órbita, que es inclinada. Los tres cuerpos solo están en una línea cuando la Luna está cerca de la elíptica, es decir, cuando está cerca de uno de los nodos. El término draconítico se refiere al dragón mitológico que vive en los nodos y regularmente se come el Sol o Luna durante el eclipse.

## Consecuencias calendáricas
En el nivel más simple, la mayoría de los calendarios lunares conocidos se basan en la aproximación inicial de que 2 lunaciones duran 59 días solares: un mes completo de 30 días seguido de un mes hueco de 29 días —pero esto es sólo aproximado y regularmente necesita intercalar, es decir, añadir una corrección debido a un día bisiesto—.
Además, el mes sinódico no encaja fácilmente en el año solar (o 'tropical'), lo que complica la precisión de los calendarios lunisolares basados en reglas que combinan los dos ciclos. La solución más común a este problema es el ciclo metónico, que aprovecha el hecho de que 235 lunaciones son aproximadamente 19 años tropicales (que no suman exactamente 6940 días): 12 años tienen 12 meses lunares, y 7 años tienen 13 meses lunares. Sin embargo, un año basado en un  calendario metónico se desviará de las estaciones aproximadamente un día cada 2 siglos. Los calendarios metónicos incluyen el calendario utilizado en el Mecanismo de Anticitera hace unos 21 siglos, y el calendario hebreo.
Alternativamente, en un calendario lunar puro, los años se definen como si tuvieran siempre 12 lunaciones, por lo que un año tiene 354 o 355 días: el calendario islámico es el principal ejemplo. Por consiguiente, un año islámico es unos 11 días más corto que un año solar y recorre las estaciones en unos 33 años solares = 34 años lunares: el año nuevo islámico tiene una fecha del calendario gregoriano diferente en cada año (solar).
Los  calendarios solares suelen tener meses que ya no se relacionan con la fase de la Luna, sino que se basan únicamente en el movimiento del Sol con respecto a los equinoccios y solsticios, o son puramente convencionales, como en el calendario gregoriano, ampliamente utilizado.
La complejidad que requiere un calendario lunisolar preciso puede explicar por qué los calendarios solares han sustituido generalmente a los calendarios lunisolares y lunares para uso civil en la mayoría de las sociedades.

## Meses en varios calendarios

### Comienzo del mes lunar
Los  calendarios helénicos, el Calendario lunisolar hebreo y el Calendario lunar islámico iniciaban el mes con la primera aparición del delgado creciente de la luna nueva.
Sin embargo, el movimiento de la Luna en su órbita es muy complicado y su periodo no es constante. La fecha y la hora de esta observación real dependen de la longitud geográfica exacta, así como de la latitud, las condiciones atmosféricas, la agudeza visual de los observadores, etc. Por lo tanto, el comienzo y la duración de los meses definidos por la observación no pueden predecirse con exactitud. Para medir la observación hay que tener en cuenta que proyectamos desde su posición como observador, por ejemplo en Zaragoza, España, al estar rozando el paralelo y muy cerca del ecuador, usted vería la luna cierto día al sur, desde el este al oeste geográfico, aproximadamente. Podríamos contrastar cada uno de los días y establecer una trayectoria imaginaria.
Aunque algunos, como el islam ortodoxo y la secta judía caraíta, siguen basándose en la observación real de la luna, cada vez es más común en la práctica la utilización de cálculos astronómicos y métodos tabulares.

### Calendario romano
El calendario romano fue reformado varias veces, las tres últimas soportando reformas durante la época histórica. Los tres últimos calendarios romanos reformados se denominan juliano, augustano y gregoriano; todos tenían el mismo número de días en sus meses. A pesar de otros intentos, los nombres de los meses tras la reforma del calendario augustino han persistido, y el número de días de cada mes (excepto febrero) ha permanecido constante desde antes del reforma juliana. El calendario gregoriano, como el calendarios romanos antes que él, tiene doce meses, cuyos nombres son:
| Orden | Nombre                | Número de días        |
| ----- | --------------------- | --------------------- |
| 1     | Enero                 | 31                    |
| 2     | Febrero               | 28 29 en año bisiesto |
| 3     | Marzo                 | 31                    |
| 4     | Abril                 | 30                    |
| 5     | Mayo                  | 31                    |
| 6     | Junio                 | 30                    |
| 7     | Julio antes Quintilis | 31                    |
| 8     | Agosto antes Sextilis | 31                    |
| 9     | Septiembre            | 30                    |
| 10    | Octubre               | 31                    |
| 11    | Noviembre             | 30                    |
| 12    | Diciembre             | 31                    |

### Calendario hebreo
El Calendario hebreo tiene 12 o 13 meses
1. Nisan, 30 días ניסן
2. Iyar, 30 días אייר
3. Sivan, 30 días סיון
4. Tamuz, 29 días תמוז
5. Av, 30 días אב
6. Elul, 29 días אלול
7. Tishréi, 30 días תשרי
8. Jeshván, 29/30 días מַרְחֶשְׁוָן
9. Kislev, 30/29 días כסלו
10. Tevet, 29 días טבת
11. Shevat, 30 días שבט
12. Adar 1, 30 días, embolismo mes אדר א
13. Adar 2, 29 días אדר ב

### Calendario islámico
También hay doce meses en el calendario islámico. Se denominan como sigue:
1. Muharram (restringido/sagrado) محرّم
2. Safar (Vacío/Amarillo) صفر
3. Rabī' al-Awwal/Rabi' I (primera primavera) ربيع الأول
4. Rabī' ath-Thānī/Rabi' al-Aakhir/Rabi' II (Segunda primavera o Última primavera) ربيع الآخر أو ربيع الثاني
5. Jumada al-Awwal/Jumaada I (Primera helada) جمادى الأول
6. Jumada ath-Thānī or Jumādā al-Thānī/Jumādā II (Segunda congelación o Última congelación) جمادى الآخر أو جمادى الثاني
7. Rajab (Respetar) رجب
8. Sha'bān (Difundir y distribuir) شعبان
9. Ramadān (sed reseca) Ramadan رمضان
10. Shawwāl (Ser ligero y vigoroso) شوّال
11. Dhu al-Qi'dah (El maestro de la tregua) ذو القعدة
12. Dhu al-Hijjah (El poseedor del Hajj) ذو الحجة

### Calendario árabe
| Gregorian month | Gregorian month | Arabic month | Arabic month     |
| --------------- | --------------- | ------------ | ---------------- |
| Enero           | يناير           | كانون الثاني | Kanun Al-Thani   |
| Febrero         | فبراير          | شباط         | Shebat           |
| Marzo           | مارس            | اذار         | Adhar            |
| Abril           | ابريل           | نيسان        | Nisan            |
| Mayo            | مايو            | أيّار         | Ayyar            |
| Junio           | يونيو           | حزيران       | Ḩazayran         |
| Julio           | يوليو           | تمّوز         | Tammuz           |
| Agosto          | أغسطس           | اَب           | ʕAb              |
| Septiembre      | سبتمبر          | أيلول        | Aylul            |
| Octubre         | أكتوبر          | تشرين الأول  | Tishrin Al-Awwal |
| Noviembre       | نوفمبر          | تشرين الثاني | Tishrin Al-Thani |
| Diciembre       | ديسمبر          | كانون الأول  | Kanun Al-Awwal   |

## Longitudes de los meses astronómicos
La duración media de los diferentes meses lunares no es constante. Así, junto a la lista, se da su variación lineal secular.

## Mes natural
Utilizado normalmente en terminología legal, un mes natural es el tiempo que va desde el primer día de un mes hasta el último, incluidos ambos. Por lo tanto puede tener un valor de 28, 29, 30 o 31 días en función del mes en el que se utilice el término.

## Equivalencias de otras unidades de tiempo en meses
- 30 días son un mes
- Un año son 12 meses
- 5 años (lustro) son 60 meses
- 10 años (década) son 120 meses
- 50 años son 600 meses
- Un siglo son 1200 meses
- Un milenio son 12 000 meses

| Mes sideral      | 27.321661547 + 0.000000001857 días |
| Mes trópico      | 27.321582241 + 0.000000001506 días |
| Mes anomalístico | 27.554549878 - 0.000000010390 días |
| Mes draconítico  | 27.212220817 + 0.000000003833 días |
| Mes sinódico     | 29.530588853 + 0.000000002162 días |